# Aphanactis
Aphanactis là một chi thực vật có hoa trong họ Cúc (Asteraceae).

## Loài
Chi Aphanactis gồm các loài: